# 努诺·埃斯皮里托·桑托
努诺·西蒙斯·埃斯皮里托·桑托（葡萄牙語：Nuno Herlander Simões Espírito Santo，1974年1月25日—），葡萄牙退役足球运动员，球員時代司職守門員。現為足球教練，現為英超球隊諾定咸森林的主教練。
他曾在西甲聯賽球會拉科鲁尼亚效力六年，但沒有正選機會。至2002年他返回葡萄牙效力波图。至2005年他轉到俄羅斯球會莫斯科迪纳摩效力。2007年中他回到波圖。

## 執教生涯
2021年6月30日，努诺出任热刺主教练。2021-22赛季英超前3轮，努诺帶領热刺连克曼城、狼队和沃特福德，个人被评为英超8月最佳教练。
2021年11月1日，熱刺宣布解僱紐奴。
2022年7月4日，伊蒂哈德足球俱乐部宣布努诺执教球队。

## 榮譽

### 執教生涯
狼隊
- 英格蘭足球冠軍聯賽冠軍 : 2017-18

伊蒂哈德
- 沙特聯冠軍 : 2022–23
- 沙特超級盃冠軍 : 2022